# Munfordville
Munfordville är administrativ huvudort i Hart County i Kentucky. Orten har fått sitt namn efter markägaren Richard Jones Munford. Enligt 2010 års folkräkning hade Munfordville 1 615 invånare.

## Kända personer från Munfordville
- John D. Craddock, politiker
- Charles M. Harris, politiker
- Thelma Stovall, politiker